# Euxoa idahoensis
Euxoa idahoensis är en fjärilsart som beskrevs av Augustus Radcliffe Grote 1878. Euxoa idahoensis ingår i släktet Euxoa och familjen nattflyn. Inga underarter finns listade i Catalogue of Life.